# 昆士蘭鐵路新世代列車
新世代列車（英語：New Generation Rollingstock）是昆士蘭鐵路城市路網的一種電聯車，由庞巴迪运输在印度萨维（Savli）製造，在2017年12月至2019年12月投入使用。 它们是昆士兰铁路最大的电力列車車隊。

## 历史
2014年1月， 昆士兰政府基於32年的政府和社會資本合作关系下，向安本资产管理 ， 庞巴迪运输 ， 伊藤忠和约翰·莱恩集團（John Laign）合組的Qtectic集团，簽訂了75組6輛車編組的電聯車合約。     它们是昆士蘭鐵路首批非在马里伯勒（Maryborough）生产的電聯車。 
這批電聯車在印度的薩維製造。   其為全新設計设计，車頭連結器以錐狀保護罩遮蓋用以改善空氣動力學  。侧面使用平板钢板，而車顶仍使用波纹板。 第一組車于2016年2月抵达布里斯班港 。   
前三組車于2017年12月11日投入在布里斯本的机场線和黄金海岸线。     到2018年4月的大英國協運動會时，已有8組投入使用。 
但本型車並未符合身障者使用法规，因此使用本型車行駛列車所停車站，月台上須有站務人員服務。本型車因而最初仅限行駛于机场線和黄金海岸线。于2018年5月开始行駛頓本線（Doomben line），後續行駛範圍不斷擴大，到了2019年2月开始駛至Shorncliffe和Cleveland；在該月本型車車隊成为昆士兰最大的电聯車车队。   2019年12月最後一組車入役。 
本型車2020年於3月开始行駛於通往楠伯的阳光海岸线（Sunshine Coast line）。  但在楠伯以北路線需要等到信號升級以搭配車上的自動列車保護裝置（ATP）後，方能行駛。 
截至2020年3月，本型車已經行駛了Beenleigh線、Ferny Grove線、Rosewood線以外所有的城市路網路線。   

## 營運
本型車維修基地在Wulkuraka站西侧的专用基地。    本型車將取代舊型電聯車與城際快車，也使车队的规模增加了26％。本型車具有高靠背座椅、方便固定自行車的安全带，行李空間設於座椅下方（而非行李架），且有附帶婴儿尿布台的無障礙厕所，免費WiFi，以及閉路電視。 
每組新世代列車的两端各有一輛駕駛動力車（編號前缀3和8），两辆拖车（編號前缀4和7），中间有两辆動力车（前編號缀5和6）。動力車B有廁所。 
六辆车的編組如下： 
DMA—TA—MA—MB—TB—DMB 
由于本編組六輛車為永久聯結，乘客能够走遍全車，且無需再与另一編組聯結。列車長也可從編組後方開始巡視（而非如同舊式列車由兩組三輛車編組而成，列車長油列車中部開始巡視）的。新世代列車使用基于庞巴迪Aventras的相同牵引设备，相容於欧洲列车控制系统，可行駛於布里斯本的Cross River铁路的隧道。 

## 问题
在交付的第一批車中发现了一系列故障和设计问题。  第一批交付后，昆士兰政府要求問題解決前不再接收新車。    车上的厕所尺寸以12毫米的範圍不符合残障法规，結果只有35組車有符合标准的厕所，其余40組没有厕所设施的車仅限于布里斯本郊区服务。   后来指出，将对所有75組车进行改装，在中间车厢中安装两个较大的厕所，以使身障乘客能够从身障者可进入的车厢进入厕所。 

## 修改
Downer Rail的马里伯勒為列车進行修改。  身障人士曾于2018年3月考虑申請禁令，要求在解決身障人士服務問題前不准使用本型車。 第一組車于2019年1月到达马里伯勒修改，整個計畫預計于2024年完成。  
修改工作包括： 
- 重新配置MB车中的座椅，以允许轮椅進入厕所
- 改裝加大MB车的厕所以符合身障使用标准
- 彻底改裝MA车，使其与MB修改车几乎完全相同，包括增加厕所
- 增加更多优先座位（博愛座）
- 改進按钮和標誌以使其更易于使用/阅读，包括为轮椅使用者提供緊急呼叫按钮的可能性

## 意外
2017年10月19日，715號車組的三节车厢在Wulkuraka由調車拖車牽引時出軌。 8715號車的前端受到了严重损坏，其他車有輕微擦傷。 